# Саліциловий альдегід
Саліциловий альдегід (саліцилальдегід, 2-гідроксибензальдегід) — органічна сполука з класу альдегідів та фенолів. Хімічна формула — {\displaystyle {\ce {C6H4(OH)(CH=O)}}}.

## Отримання
Отримують взаємодією фенолу, хлороформу та гідроксиду натрію чи калію. На першій стадії відбувається дегідрогалогенування хлороформу з утворенням дихлорокарбену. Оскільки карбени є дуже реакцієздатними частинками, вони приєднуються до фенолят-аніона з утворенням орто-дихлорометилфенолу. Під дією лугу він гілролізується, утворюючи орто-дигідроксиметилфенол. Оскільки  орто-дигідроксиметилфенол містить дві гідроксильні групи біля одного атому карбону, він є нестійким і відщеплює воду з утворенням натрієвої солі саліцилальдегіду. Вода гідролізує сіль, утворюючи вільний саліциловий альдегід. Реакція називається реакцією Реймана-Тіммана:

## Хімічні властивості

### Реакції альдегідної групи

#### Окиснення
При окисненні утворює саліцилову кислоту або пірокатехол. При окисненні киснем повітря утворюється саліцилова кислота:
{\displaystyle {\ce {2C6H4(OH)(CHO) + O2 ->2C6H4(OH)(COOH)}}}
Реакція протікає за радикальним механізмом:
{\displaystyle {\ce {C6H4(OH)(CHO) ->[][-H]C6H4(OH)(CO{.})}}}
{\displaystyle {\ce {C6H4(OH)(CO{.}) ->[+O_2]C6H4(OH)(CO-OO{.})}}}
{\displaystyle {\ce {C6H4(OH)(CO-OO{.})->[+C_6H_4(OH)(CHO)][-C6H4(OH)(CO{.})]C6H4(OH)(CO-OOH)}}} (На цьому етапі для нової молекули альдегіду, яка дає атом гідрогену, розпочинається ця реакція)
{\displaystyle {\ce {C6H4(OH)(CO-OOH) + C6H4(OH)(CHO)->2C6H4(OH)(COOH)}}}
При окисненні пероксидом водню у лужному середовищі утворюється пірокатехол:

#### Хлорування
На відміну від аліфатичних альдегідів, саліцилальдегід, як і інші ароматичні альдегіди, легко хлорується, утворюючи хлороангідрид саліцилової кислоти:
{\displaystyle {\ce {C6H4(OH)(CHO) ->[+Cl_2][-HCl]C6H4(OH)(CClO)}}}

#### Взаємодія з первинними амінами
При взаємодії з первинними амінами утворюються основи Шиффа:
{\displaystyle {\ce {C6H4(OH)(CHO) + H2N-R ->C6H4(OH)(CH=NR) + H2O}}}